# Pintade d'Édouard
Guttera edouardi
Espèce
Statut de conservation UICN

 LC  : Préoccupation mineure
La Pintade d'Édouard (Guttera edouardi) est une espèce d'oiseaux de la famille des Numididae.

## Répartition et sous-espèces

### Répartition
Cet oiseau est répandu en Afrique australe, du sud-est de la Tanzanie à l'Afrique du Sud.

### Sous-espèces
Selon la classification de référence du Congrès ornithologique international (version 15.1, 2025) :
- Guttera edouardi barbata Ghigi, 1905 — du sud-est de la Tanzanie au nord du Mozambique et au Malawi ;
- Guttera edouardi edouardi (Hartlaub, 1867) — de l'est de la Zambie au sud du Mozambique et à l'Afrique du Sud.

## Systématique
Le nom valide complet (avec auteur) de ce taxon est Guttera edouardi (Hartlaub, 1867).
L'espèce a été initialement classée dans le genre Numida sous le protonyme Numida edouardi Hartlaub, 1867,.
Ce taxon porte en français le nom vernaculaire ou normalisé suivant : Pintade d'Édouard.

### Étymologie
Son épithète spécifique, edouardi, ainsi que son nom vernaculaire, « d'Édouard », lui ont été donnés en l'honneur d'Édouard Verreaux (1810-1868), frère de Jules Verreaux.

### Publication originale
- (de) Hartaub, « Uber eine neue Numida », Journal für Ornithologie, Allemagne,‎ 1867, p. 36-37 (lire en ligne, consulté le 17 août 2025).